# Ulrike Weichelt
Ulrike Weichelt (* 25. Februar 1977 in Dresden) ist eine ehemalige deutsche Bahnradsportlerin.

## Sportlicher Werdegang
1998 wurde Ulrike Weichelt Europameisterin (U23) im 500-Meter-Zeitfahren, im Sprint belegte sie Platz zwei. Im Jahr darauf wurde sie erneut Europameisterin im Zeitfahren und im Sprint Dritte.
Bei den Bahnradsport-Weltmeisterschaften 1999 in Berlin belegte Weichelt Platz drei im Zeitfahren. 2000 startete sie bei den Olympischen Spielen in Sydney und belegte im Zeitfahren Platz sechs.

## Erfolge
1997
- Deutsche Meisterin – 500-Meter-Zeitfahren

1998
- Europameisterin (U23) – 500-Meter-Zeitfahren
- Europameisterschaft (U23) – Sprint
- Deutsche Meisterin – 500-Meter-Zeitfahren

1999
- Weltmeisterschaft – 500-Meter-Zeitfahren
- Europameisterin (U23) – 500-Meter-Zeitfahren
- Europameisterschaft (U23) – Sprint
- Deutsche Meisterin – 500-Meter-Zeitfahren